# Donax vittatus
Espèce
Donax vittatus, dite donace ou surnommée donace des canards, est une espèce de mollusques bivalves marins de la famille des Donacidae.
Elle est nommée également olive, haricot de mer ou flion. Elle est parfois vendue sous l'appellation de telline.
Sa longueur adulte est de 4 cm.
Son bord interieur est crénelé, la surface du coquillage est luisante et son cuticule est olivâtre.
Les donaces sortent du sable à marée montante et se laissent emporter par le courant. De cette façon, elles prospectent la plage et se nourrissent de détritus amenés par les flots.
Elles s'enfouissent par des mouvements saccadés avant que la marée ne se retire.